# Nicko McBrain

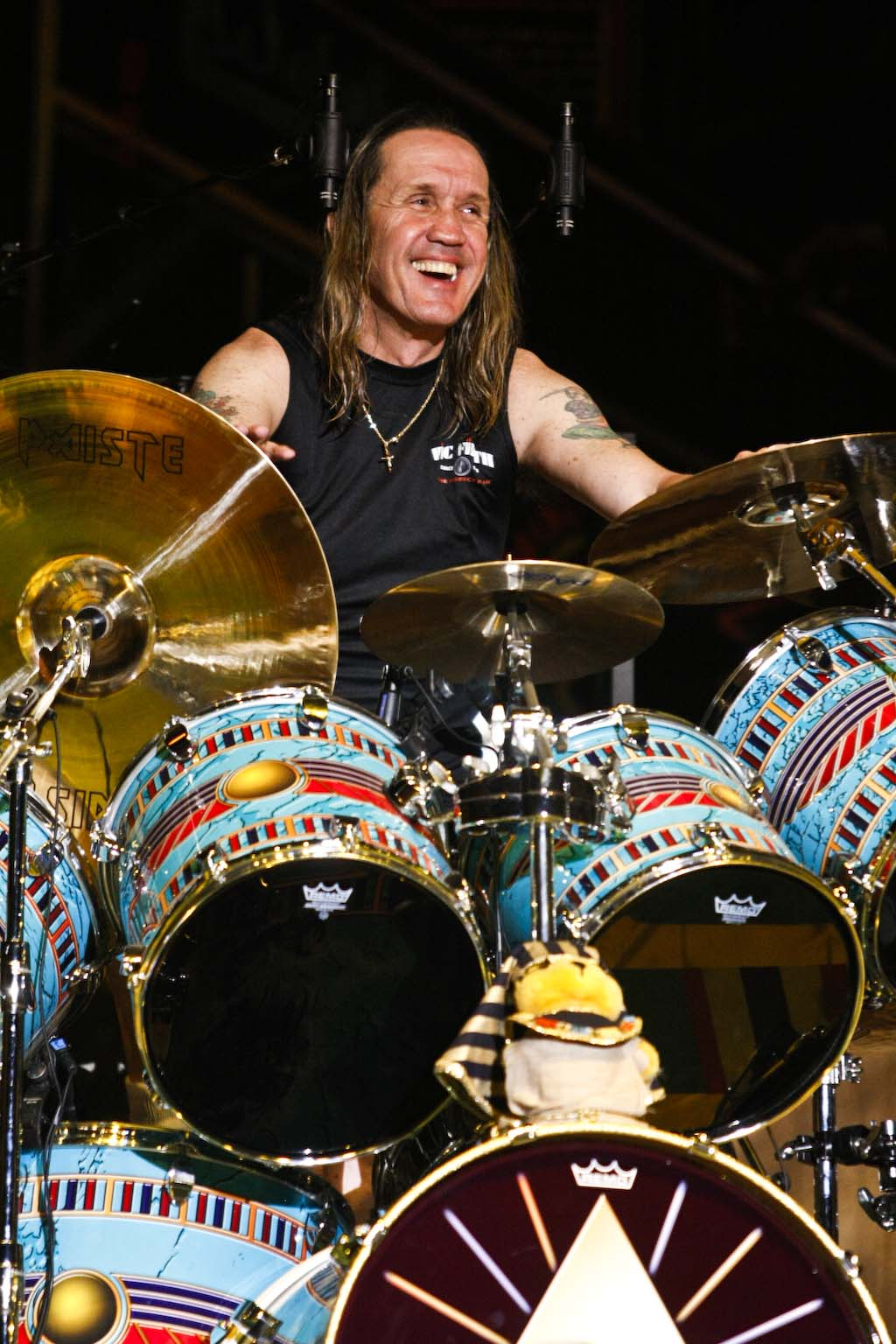
Nicko McBrain

Michael Henry McBrain (Hackney (Londen), 5 juni 1952) is de drummer van de Britse heavymetalband Iron Maiden. De bijnaam "Nicko" komt uit zijn jeugd. Zijn favoriete knuffeldier heette "Nicholas the bear" (Nicholaas de Beer). Hij nam het blijkbaar overal mee naartoe, vandaar de bijnaam "Nicky" welke hij kreeg van zijn ouders. De variatie "Nicko" kreeg hij toen hij een manager van CBS Records ontmoette samen met toetsenist Billy Day. Billy introduceerde hem als ‘mijn Italiaanse drummer "Neeko"’. De bijnaam beviel Michael wel en hij paste deze enigszins aan tot "Nicko" als artiestennaam.
In de jaren zeventig speelde McBrain op enkele Pat Travers-albums. Hij speelde bij de Streetwalkers van 1975 tot 1976. Ook was hij drumroadie voor Anthrax en zat hij begin jaren tachtig in de band McKitty. Het was tijdens een optreden van McKitty in België dat hij Steve Harris ontmoette. Met zijn band Trust verzorgde McBrain in 1982 het voorprogramma van Iron Maiden. Hij trad in 1983 tot Iron Maiden toe als vervanger van Clive Burr. Sindsdien is hij een vast bandlid van Iron Maiden.
McBrain bekeerde zich tot het christendom medio 2000. Naast Iron Maiden houdt Nicko van golf en speelt buiten werktijden van Iron Maiden nog in zijn band McBrain Damage en geeft drumclinics. In 2003 vormde hij met Dan Spitz (Anthrax) en Vanilla Ice het project 7x70. Onder deze naam brachten ze een nummer uit.
McBrain gebruikt Premierdrums en Paistebekkens. Lang speelde hij op Sonordrums tot hij in 1994 overstapte. Voor de 'Book of Souls' wereldtour van 2016 - 2017 maakte Sonor drums een speciale drumkit voor Nicko McBrain in de stijl van het Inca/Maya artwork van het album. Ter aanvulling van deze nieuwe Sonor kit maakte Paiste een speciale cymbaal uitgave met opdruk in hetzelfde artwork.
Op 3 augustus 2023 liet Mcbrain weten in januari van dat jaar een TIA te hebben gehad, die hem gedeeltelijk verlamd had. Hij liet weten bang te zijn geweest om wellicht niet op tijd, of zelfs helemaal niet, te herstellen voor de 'Future Past' tour van Iron Maiden die in mei zou begonnen. Uiteindelijk is Mcbrain genoeg hersteld om de tour in 2023 en 2024 te kunnen spelen, waarbij hij sommige nummers wel in versimpelde vorm heeft moeten spelen.
Op 7 december 2024 maakte Mcbrain bekend een stap terug te nemen van het touren met Iron Maiden. Die avond, tevens de laatste avond van de 'Future Past' tour die in 2023 begon, zou hij in Sao Paulo zijn laatste concert hebben met de band. Zanger Bruce Dickinson liet die avond weten dat Mcbrain wel lid zou blijven van de band, maar alleen live niet meer met de band op zou treden.

## Albums naast Iron Maiden

### Pat Travers
- Makin' Magic (1977)
- Putting it Straight (1977)

### Trust
- Savage (1982)

1. ↑  DAN SPITZ/NICKO MCBRAIN Collaboration: First Music Posted Online!
2. ↑  Iron Maiden kick off tour, unleash Nicko McBrain's SQ² kit. Gearchiveerd op 6 november 2018. Geraadpleegd op 6 november 2018.
3. ↑  (en) Olivia, A MESSAGE FROM NICKO. Iron Maiden (3 augustus 2023). Geraadpleegd op 8 december 2024.
4. ↑  (en) Millspublished, Matt, “I don’t play the Trooper fill anymore”: Iron Maiden’s Nicko McBrain reveals effects of 2023 mini-stroke. louder (12 augustus 2024). Geraadpleegd op 8 december 2024.
5. ↑  (en) Sarah, An Announcement from Iron Maiden. Iron Maiden (7 december 2024). Geraadpleegd op 8 december 2024.
6. ↑  Metal Traveller, Nicko McBrain last show with Iron Maiden - Bruce Dickinson intro speech / São Paulo 7 Dec 2024 (7 december 2024). Geraadpleegd op 8 december 2024.

- Gemeinsame Normdatei: 134663063
- International Standard Name Identifier: 0000 0000 5809 7432
- MusicBrainz: 2b08cca8-5ace-4aba-a04c-b4bb02867dcf
- Nationale Bibliotheek van Tsjechië: xx0031025
- Virtual International Authority File: 79719119
- WorldCat: E39PBJqbpBYwwTY3gDxHRPwcT3